# Pavel Bohumil Petřina
A.R.D. Mgr. Pavel Bohumil Petřina, O.Praem. (2. ledna 1926 Kamýk nad Vltavou – 22. prosince 2016 Strahovský klášter, Praha) byl český katolický kněz, administrátor a převor strahovské kanonie.

## Život
Do noviciátu premonstrátského řádu v Praze na Strahově vstoupil v roce 1946. Časné sliby složil 28. září 1947. V klášteře prožil Akci K v noci ze 13. na 14. dubna 1950. Poté byl internován v broumovském klášteře. Slavné sliby složil již tajně 12. srpna 1951 a 13. dubna 1952 přijal kněžské svěcení. Po propuštění z internace sloužil v PTP a následně pracoval v civilním zaměstnání. V období od 1. srpna 1969 do 31. října 1970 byl kaplanem v farnosti Žatec. Od 1. listopadu 1970 se stal administrátorem excurrendo farnosti Kněžice a poté v Blšanech. V letech 1986–1987 byl převorem-administrátorem strahovské kanonie, od roku 1987 do roku 2003 jejím převorem. Poté byl emeritován a dále žil na odpočinku na Strahově. Až do smrti užíval titulu zasloužilý převor (vzhledem ke svému podílu na obnově normálního života kanonie po roce 1989). Zemřel 22. prosince 2016 ve Strahovském klášteře zaopatřen svátostmi církve. Poslední rozloučení proběhlo ve čtvrtek 29. prosince 2016 v bazilice Nanebevzetí Panny Marie v Praze na Strahově a po obřadech byl pohřben na řádovém hřbitově v Praze-Nebušicích.